# Трно
Трно (словен. Trno) — поселення в общині Шентюр, Савинський регіон, Словенія. 
Висота над рівнем моря: 467,6 м.